# 皮肌炎
皮肌炎（英語：Dermatomyositis）是影響肌肉的長期炎症，症狀包括疹，以及肌肉隨時間的日益無力，可能是突然發生，也可能是在數個月內病情發展所出現，其他症狀包括肌肉無力、體重減輕、發燒、肺部感染或是對光敏感。併發症包括有皮膚及肌肉的鈣質沉著。
據估計，全球年發病率在1,900,000到7,700,000之間，盛行率在0.01%到0.002%之間 ，台灣每年大約會出現100多位新病人。通常發生在 40 多歲和 50 多歲的人群中，女性比男性更容易罹患皮肌炎，任何年齡的人都可能受到影響。1800年代首次有針對皮肌炎的描述。

## 體徵與症狀

### 皮膚主要表現
一、主要標準

1. 向陽疹（Heliotrope sign）眼皮出現粉紅或紫色的皮疹，可能合併眼眶旁水腫
2. Gottron氏丘疹（Gottron papules）分布在指節的紫色或粉紅色丘疹，可能合併萎縮、色素斑駁、過度角化、潰瘍等
3. Gottron氏徵（Gottron signs）對稱分布的紫紅斑，位於指節、鷹嘴突、髕骨、內踝等

二、次要標準

1. 紫紅色的斑，出現在下列部位
2. 甲摺出現微血管擴張
3. 色素斑駁(poikiloderma)
4. 技師的手Mechanic’s hand
5. 皮膚鈣化
6. 皮膚潰瘍
7. 搔癢

### 肌肉表現

#### (1) 以對稱性的近端肌肉無力表現
- 80%會在發病後1年內出現肌肉無力的表現
- 主要影響肩膀和骨盆周邊的伸側肌群
- 患者做相關動作(如爬樓梯、從椅子上起來、梳頭等)會有困難

(2) 約20%的患者沒有合併明顯的肌肉無力，稱為臨床無肌變型(非典型) 皮肌炎（Clinically Amyopathic Dermatomyositis 簡稱CADM）
(3) 其他表現包括肌肉痠痛(30%)，若影響呼吸肌，可能合併喘甚至呼吸衰竭

### 關節表現
- 約30-40%的患者出現關節痠痛(30-40%)
- 只有少數會出現關節炎的變化
- 關節疼痛和關節炎在合併anti-MDA5及anti-synthetase抗體的患者較常見

### 肺部表現[6]
- 如同許多其他自體免疫疾病，除了應留意表徵症狀外，應留意隨著疾病進展還有可能會侵犯到全身器官：肺臟、心臟、腎臟等。其中，當肺臟遭到攻擊時，可能出現間質性肺炎，倘若放任肺臟反覆發炎，便會形成許多纖維組織，進而導致肺纖維化，讓肺臟失去彈性，無法完成氣體交換的任務。自體免疫疾病引發的間質性肺病中，有3成會發展成漸進性纖維化間質性肺病(漸進性肺纖維化)。 [7]
- 剛開始出現皮肌炎時，患者症狀大多出現在皮膚與肌肉，但是隨著病情發展，皮肌炎也會引起其他併發症，最重要的是皮肌炎可能侵犯到肺部，造成慢性發炎，而讓患者出現慢性乾咳，且走路容易喘，常喘到上氣不接下氣。若皮肌炎ILD病人有MDA5 抗體表現陽性，6個月存活期僅60% 。

## 成因
皮肌炎的病因不明，目前醫學理論將其歸類在自體免疫性疾病或是病毒感染是一種炎性肌病。診斷會依症狀、血液試驗、肌電圖及肌肉活檢來判斷，最初可能由病毒感染或癌症引起，其中任何一種都可能引起自身免疫反應。 7% 到 30% 的皮肌炎病例是由癌症引起的，可能是一種自身免疫反應。最常見的相關癌症是卵巢癌、乳腺癌和肺癌。18% 至 25% 的無肌病性糖尿病患者也患有癌症。與皮肌炎相關的惡性腫瘤在 60 歲以後更為普遍。
此族群除肌肉發炎外，肺部症狀相當常見，其間質性肺疾病（Interstitial Lung Disease, ILD）佔其大宗，也是造成預後不良的重要併發症。 目前ILD 除可能出現於肌肉症狀之前，臨床上有所謂「無肌肉症狀之皮肌炎 (clinically amyopathic dermatomyositis，CADM)」，此群病人尤其容 易出現急性重度的 ILD。
ILD 是 IIM 侵犯肺部的主要表現，過去依研究族群及偵測方式不同，盛行率為 20- 78 % 不等。 根據資料顯示，皮肌炎患者約有41%會合併發生間質性肺病，其中以亞洲人種占比最高。而多發性肌炎/皮肌炎患者目前的疾病十年存活率約為80-90%左右，但若發展成肺纖維化，其5年存活率僅餘60.4%，皮肌炎患者特別留意肺部疾病的可能性，並且強調早期診斷和治療的重要性，以提高患者的生存和生活品質。

## 治療
皮肌炎無法治癒，不過治療可以改善其症狀。治療方式包括藥物、物理治療、運動、熱療、矯形器、輔具及休息。一般會使用皮質類固醇類的藥物，若效果不佳，也可以配合氨甲蝶呤或硫唑嘌呤使用。靜脈注射免疫球蛋白也可以改善症狀，大部份的人在治療後症狀有改善，少數經治療後完全沒有症狀。
使用靜脈內免疫球蛋白的定期治療也可以改善恢復。用於治療與皮肌炎相關的炎症的其他免疫抑制劑包括環孢菌素 A、環磷酰胺和他克莫司。
通常建議進行物理治療以防止肌肉萎縮並恢復肌肉力量和運動範圍，許多患有皮肌炎的人可能需要外用軟膏，例如外用皮質類固醇，以治療他們的皮膚病，患者也應該穿高防護防曬霜和防護服。

截至 2016 年，成人無肌病性皮肌炎的治療尚無強有力的證據基礎；已發表的治療方法包括抗瘧藥、類固醇、口服或應用於皮膚、應用於皮膚的神經鈣蛋白抑製劑、氨苯砜、靜脈注射免疫球蛋白、甲氨蝶呤、硫唑嘌呤和嗎替麥考酚酯。似乎都不是很有效；其中，靜脈注射免疫球蛋白的效果最好。

若皮肌炎併發間質性肺病，目前已有抗肺纖維化藥物可做為治療選擇，除了能延緩肺部纖維化的情況，不論肺纖維化的原因為何，皆能使用其藥物延緩肺纖維化的病程，經臨床試驗證明，可減少57％的肺功能下降；而該試驗亞洲族群次分析結果中更顯示，可降低74%的急性惡化發生與死亡風險。

由於一旦出現肺纖維化，患者的肺功能會掉得很快，而且這種破壞是不可逆的，因此，建議患者在被診斷出皮肌炎後立即進行肺功能檢查，並且定期進行肺功能評估，包括以下三點：
a. 每半年評估呼吸道症狀（透過聆聽後背下肺葉）
b. 每隔3-6個月進行肺功能檢測
c. 每年進行一次高解析度電腦斷層檢查(HRCT)肺纖維化會造成不可逆的肺部損傷，早期發現並接受治療，可以最大限度地保留肺功能，並且維持正常的生活功能和生活品質。